# Olympische Sommerspiele 2012/Badminton (Herrendoppel)
Folgend die Gruppen- und Endrundenspielpläne des Herrendoppels im Badminton bei den Olympischen Sommerspielen 2012, für welche die Auslosung am 23. Juli 2012 erfolgte.

## Setzliste
| Nr. | Spieler                        | Erreichte Runde |
| --- | ------------------------------ | --------------- |
| 01. | Cai Yun / Fu Haifeng           | Gold            |
| 02. | Jung Jae-sung / Lee Yong-dae   | Bronze          |
| 03. | Mathias Boe / Carsten Mogensen | Silber          |
| 04. | Ko Sung-hyun / Yoo Yeon-seong  | Gruppenphase    |

## Resultate

### Gruppenphase

#### Gruppe A
| Team                                  | Spiele | gew. | verl. | Sätze gew. | Sätze verl. | Punkte |
| ------------------------------------- | ------ | ---- | ----- | ---------- | ----------- | ------ |
| Cai Yun / Fu Haifeng                  | 3      | 3    | 0     | 6          | 0           | 3      |
| Fang Chieh-min / Lee Sheng-mu         | 3      | 2    | 1     | 4          | 2           | 2      |
| Ingo Kindervater / Johannes Schöttler | 3      | 1    | 2     | 2          | 4           | 1      |
| Ross Smith / Glenn Warfe              | 3      | 0    | 3     | 0          | 6           | 0      |

| Team 1                                | Ergebnis       | Team 2                                |
| 28. Juli 19:05                        | 28. Juli 19:05 | 28. Juli 19:05                        |
| ------------------------------------- | -------------- | ------------------------------------- |
| Cai Yun / Fu Haifeng                  | 21-11 21-17    | Ross Smith / Glenn Warfe              |
| 28. Juli 19:09                        |                |                                       |
| Fang Chieh-min / Lee Sheng-mu         | 21-15 21-16    | Ingo Kindervater / Johannes Schöttler |
| 29. Juli 09:44                        |                |                                       |
| Fang Chieh-min / Lee Sheng-mu         | 21-14 21-13    | Ross Smith / Glenn Warfe              |
| 29. Juli 20:19                        |                |                                       |
| Cai Yun / Fu Haifeng                  | 22-20 21-16    | Ingo Kindervater / Johannes Schöttler |
| 30. Juli 12:30                        |                |                                       |
| Ingo Kindervater / Johannes Schöttler | 21-13 21-14    | Ross Smith / Glenn Warfe              |
| 31. Juli 19:42                        |                |                                       |
| Cai Yun / Fu Haifeng                  | 21-19 21-13    | Fang Chieh-min / Lee Sheng-mu         |

#### Gruppe B
| Team                            | Spiele                  | gew.                    | verl.                   | Sätze gew.              | Sätze verl.             | Punkte                  |
| ------------------------------- | ----------------------- | ----------------------- | ----------------------- | ----------------------- | ----------------------- | ----------------------- |
| Bodin Isara / Maneepong Jongjit | 3                       | 3                       | 0                       | 6                       | 0                       | 3                       |
| Mohammad Ahsan / Bona Septano   | 3                       | 2                       | 1                       | 4                       | 2                       | 2                       |
| Ko Sung-hyun / Yoo Yeon-seong   | 3                       | 1                       | 2                       | 2                       | 4                       | 1                       |
| Adam Cwalina / Michał Łogosz    | Aufgabe nach Verletzung | Aufgabe nach Verletzung | Aufgabe nach Verletzung | Aufgabe nach Verletzung | Aufgabe nach Verletzung | Aufgabe nach Verletzung |

| Team 1                          | Ergebnis                     | Team 2                          |
| 28. Juli 12:30                  | 28. Juli 12:30               | 28. Juli 12:30                  |
| ------------------------------- | ---------------------------- | ------------------------------- |
| Ko Sung-hyun / Yoo Yeon-seong   | 17–21 21–7 21–13 21-0 21-0   | Adam Cwalina / Michał Łogosz    |
| 28. Juli 20:17                  |                              |                                 |
| Mohammad Ahsan / Bona Septano   | 11-21 16-21                  | Bodin Isara / Maneepong Jongjit |
| 29. Juli 15:20                  |                              |                                 |
| Ko Sung-hyun / Yoo Yeon-seong   | 15-21 14-21                  | Bodin Isara / Maneepong Jongjit |
| 30. Juli 14:17                  |                              |                                 |
| Bodin Isara / Maneepong Jongjit | 14–21 21–13 17–15* 21-0 21-0 | Adam Cwalina / Michał Łogosz    |
| 30. Juli 18:30                  |                              |                                 |
| Ko Sung-hyun / Yoo Yeon-seong   | 22-24 12-21                  | Mohammad Ahsan / Bona Septano   |
| 31. Juli 12:30                  |                              |                                 |
| Adam Cwalina / Michał Łogosz    | kampflos                     | Mohammad Ahsan / Bona Septano   |

- Cwalina / Łogosz gaben im 2. Spiel nach einer Verletzung von Michał Łogosz auf. Alle Spiele wurden mit 0:21, 0:21 gewertet.

#### Gruppe C
| Team                           | Spiele | gew. | verl. | Sätze gew. | Sätze verl. | Punkte |
| ------------------------------ | ------ | ---- | ----- | ---------- | ----------- | ------ |
| Mathias Boe / Carsten Mogensen | 3      | 3    | 0     | 6          | 1           | 3      |
| Chai Biao / Guo Zhendong       | 3      | 2    | 1     | 4          | 2           | 2      |
| Wladimir Iwanow / Iwan Sosonow | 3      | 1    | 2     | 3          | 4           | 1      |
| Dorian James / Willem Viljoen  | 3      | 0    | 3     | 0          | 6           | 0      |

| Team 1                         | Ergebnis        | Team 2                         |
| 28. Juli 19:07                 | 28. Juli 19:07  | 28. Juli 19:07                 |
| ------------------------------ | --------------- | ------------------------------ |
| Mathias Boe / Carsten Mogensen | 21-6 21-12      | Dorian James / Willem Viljoen  |
| 29. Juli 09:42                 |                 |                                |
| Chai Biao / Guo Zhendong       | 21-8 21-13      | Dorian James / Willem Viljoen  |
| 29. Juli 18:30                 |                 |                                |
| Mathias Boe / Carsten Mogensen | 16-21 -19 21-14 | Wladimir Iwanow / Iwan Sosonow |
| 30. Juli 19:07                 |                 |                                |
| Chai Biao / Guo Zhendong       | 23-21 21-15     | Wladimir Iwanow / Iwan Sosonow |
| 31. Juli 09:44                 |                 |                                |
| Mathias Boe / Carsten Mogensen | 21-14 21-19     | Chai Biao / Guo Zhendong       |
| 31. Juli 20:52                 |                 |                                |
| Wladimir Iwanow / Iwan Sosonow | 21-13 21-15     | Dorian James / Willem Viljoen  |

#### Gruppe D
| Team                           | Spiele | gew. | verl. | Sätze gew. | Sätze verl. | Punkte |
| ------------------------------ | ------ | ---- | ----- | ---------- | ----------- | ------ |
| Jung Jae-sung / Lee Yong-dae   | 3      | 3    | 0     | 6          | 0           | 3      |
| Koo Kien Keat / Tan Boon Heong | 3      | 2    | 1     | 4          | 2           | 2      |
| Naoki Kawamae / Shōji Satō     | 3      | 1    | 2     | 2          | 4           | 1      |
| Howard Bach / Tony Gunawan     | 3      | 0    | 3     | 0          | 6           | 0      |

| Team 1                         | Ergebnis       | Team 2                         |
| 28. Juli 13:07                 | 28. Juli 13:07 | 28. Juli 13:07                 |
| ------------------------------ | -------------- | ------------------------------ |
| Koo Kien Keat / Tan Boon Heong | 21-12 21-14    | Naoki Kawamae / Shōji Satō     |
| 28. Juli 18:30                 |                |                                |
| Jung Jae-sung / Lee Yong-dae   | 21-14 21-19    | Howard Bach / Tony Gunawan     |
| 29. Juli 14:15                 |                |                                |
| Koo Kien Keat / Tan Boon Heong | 21-12 21-14    | Howard Bach / Tony Gunawan     |
| 29. Juli 19:40                 |                |                                |
| Jung Jae-sung / Lee Yong-dae   | 21-16 21-15    | Naoki Kawamae / Shōji Satō     |
| 30. Juli 14:19                 |                |                                |
| Naoki Kawamae / Shōji Satō     | 21-15 21-15    | Howard Bach / Tony Gunawan     |
| 31. Juli 18:30                 |                |                                |
| Jung Jae-sung / Lee Yong-dae   | 21-16 21-11    | Koo Kien Keat / Tan Boon Heong |

### Finalrunde
|  | Viertelfinale | Viertelfinale                | Viertelfinale                | Viertelfinale | Viertelfinale |                               |                              | Halbfinale | Halbfinale      | Halbfinale      | Halbfinale      | Halbfinale      |                 |    | Spiel um Gold      | Spiel um Gold                | Spiel um Gold | Spiel um Gold | Spiel um Gold |
|  |               |                              |                              |               |               |                               |                              |            |                 |                 |                 |                 |                 |    |                    |                              |               |               |               |
|  | A1            | Cai Yun Fu Haifeng           | 21                           | 21            |               |                               |                              |            |                 |                 |                 |                 |                 |    |                    |                              |               |               |               |
|  | C2            | Chai Biao Guo Zhendong       | 15                           | 19            |               |                               |                              |            |                 |                 |                 |                 |                 |    |                    |                              |               |               |               |
|  | C2            | Chai Biao Guo Zhendong       | 15                           | 19            |               | A1                            | Cai Yun Fu Haifeng           | 21         | 21              |                 |                 |                 |                 |    |                    |                              |               |               |               |
|  |               |                              |                              |               |               | A1                            | Cai Yun Fu Haifeng           | 21         | 21              |                 |                 |                 |                 |    |                    |                              |               |               |               |
|  |               | D2                           | Koo Kien Keat Tan Boon Heong | 9             | 19            |                               |                              |            |                 |                 |                 |                 |                 |    |                    |                              |               |               |               |
|  | B1            | D2                           | Koo Kien Keat Tan Boon Heong | 9             | 19            | Bodin Isara Maneepong Jongjit | 16                           | 18         |                 |                 |                 |                 |                 |    |                    |                              |               |               |               |
|  | B1            |                              |                              |               |               |                               |                              | 18         |                 |                 |                 |                 |                 |    |                    |                              |               |               |               |
|  | D2            | Koo Kien Keat Tan Boon Heong | 21                           | 21            |               |                               |                              |            |                 |                 |                 |                 |                 |    |                    |                              |               |               |               |
|  |               |                              |                              |               |               |                               |                              |            |                 |                 |                 |                 |                 | A1 | Cai Yun Fu Haifeng | 21                           | 21            |               |               |
|  |               | C1                           | Mathias Boe Carsten Mogensen | 16            | 15            |                               |                              |            |                 |                 |                 |                 |                 |    |                    |                              |               |               |               |
|  | A2            | Fang Chieh-min Lee Sheng-mu  | 16                           | 18            |               |                               |                              |            |                 |                 |                 |                 |                 |    |                    |                              |               |               |               |
|  | C1            | Mathias Boe Carsten Mogensen | 21                           | 21            |               |                               |                              |            |                 |                 |                 |                 |                 |    |                    |                              |               |               |               |
|  | C1            | Mathias Boe Carsten Mogensen | 21                           | 21            |               | C1                            | Mathias Boe Carsten Mogensen | 17         | 21              | 22              |                 |                 |                 |    |                    |                              |               |               |               |
|  |               |                              |                              |               |               | C1                            | Mathias Boe Carsten Mogensen | 17         | 21              | 22              |                 |                 |                 |    |                    |                              |               |               |               |
|  |               | D1                           | Jung Jae-sung Lee Yong-dae   | 21            | 18            | 20                            |                              |            | Spiel um Bronze | Spiel um Bronze | Spiel um Bronze | Spiel um Bronze | Spiel um Bronze |    |                    |                              |               |               |               |
|  | B2            | D1                           | Jung Jae-sung Lee Yong-dae   | 21            | 18            | 20                            | Mohammad Ahsan Bona Septano  | 12         | Spiel um Bronze | Spiel um Bronze | Spiel um Bronze | Spiel um Bronze | Spiel um Bronze | 16 |                    |                              |               |               |               |
|  | B2            |                              |                              |               |               |                               |                              |            |                 |                 |                 |                 |                 |    |                    |                              |               |               |               |
|  | D1            | Jung Jae-sung Lee Yong-dae   | 21                           | 21            |               |                               |                              |            |                 |                 |                 |                 |                 |    | D2                 | Koo Kien Keat Tan Boon Heong | 21            | 10            |               |
|  |               |                              |                              |               |               |                               |                              |            |                 |                 |                 |                 |                 |    | D1                 | Jung Jae-sung Lee Yong-dae   | 23            | 21            |               |